# Llista de monuments del districte d'Auch
Llista de monuments del districte d'Auch (Gers) registrats com a monuments històrics, bé catalogats d'interès nacional (classé) o bé inventariats d'interès regional (inscrit).
| Monument                                                                | Prot. | Època                          | Localització                                                    | Coordenades                                          | Codi?      | Imatge |
| ----------------------------------------------------------------------- | ----- | ------------------------------ | --------------------------------------------------------------- | ---------------------------------------------------- | ---------- | --- |
| Edifici                                                                 | Inv.  | Segle XVIII                    | Auch 5 rue Arnaud-de-Moles                                      | 43° 38′ 48″ N, 0° 35′ 09″ E / 43.646669°N,0.585837°E | PA00094711 | Carregueu una nova foto d'aquest monument                                                                             |
| Casa                                                                    | Cat.  | Segle XV                       | Auch 1 rue Dessoles; place de la Cathédral                      | 43° 38′ 48″ N, 0° 35′ 06″ E / 43.646778°N,0.584889°E | PA00094715 | Casa · Carregueu una nova foto d'aquest monument                                                                      |
| Antiga intendència                                                      | Inv.  | Segle XVIII                    | Auch 17 rue Dessoles                                            | 43° 38′ 51″ N, 0° 35′ 08″ E / 43.647417°N,0.585472°E | PA00094713 | Antiga intendència · Vegeu més fotos d'aquest monument · Carregueu una nova foto d'aquest monument                    |
| Casa                                                                    | Inv.  | Segle XVI                      | Auch 3 rue Dessoles                                             | 43° 38′ 49″ N, 0° 35′ 05″ E / 43.646871°N,0.584853°E | PA00094716 | Carregueu una nova foto d'aquest monument                                                                             |
| Antic Carmel                                                            | Inv.  | Segle xix                      | Auch 6 rue Edgar-Quinet                                         | 43° 38′ 47″ N, 0° 34′ 56″ E / 43.646421°N,0.58227°E  | PA00094701 | Antic Carmel · Modifica el valor a Wikidata · Carregueu una nova foto d'aquest monument                               |
| Antic col·legi de Jesuïtes, antic institut, actualment col·legi Salinis | Inv.  | Segle XVII                     | Auch rue Edouard-Lartet                                         | 43° 38′ 43″ N, 0° 35′ 07″ E / 43.645361°N,0.585167°E | PA00094714 | Antic col·legi de Jesuïtes, antic institut, actualment col·legi Salinis · Carregueu una nova foto d'aquest monument   |
| Edifici                                                                 | Inv.  | Segles XVI-XVII                | Auch 22 rue d'Espagne                                           | 43° 38′ 43″ N, 0° 35′ 04″ E / 43.645361°N,0.5845°E   | PA00094712 | Edifici · Vegeu més fotos d'aquest monument · Carregueu una nova foto d'aquest monument                               |
| Antic convent dels Jacobins                                             | Inv.  | Segle XV                       | Auch 4 place Louis-Blanc                                        | 43° 38′ 50″ N, 0° 35′ 15″ E / 43.647222°N,0.5875°E   | PA00094707 | Antic convent dels Jacobins · Vegeu més fotos d'aquest monument · Carregueu una nova foto d'aquest monument           |
| Maison de la Treille                                                    | Inv.  | Segle XV                       | Auch 25 rue Marceau; abans rue de la Treille                    | 43° 39′ 01″ N, 0° 35′ 21″ E / 43.650244°N,0.58904°E  | PA00094717 | Carregueu una nova foto d'aquest monument                                                                             |
| Antic hospital Pasteur-Saint-Augustin                                   | Inv.  | Segle XVIII                    | Auch rue Pasteur                                                | 43° 38′ 40″ N, 0° 35′ 22″ E / 43.64443°N,0.589356°E  | PA32000015 | Antic hospital Pasteur-Saint-Augustin · Vegeu més fotos d'aquest monument · Carregueu una nova foto d'aquest monument |
| Castell de Marin                                                        | Inv.  | Segle XVI                      | Auch route de Pessan                                            | 43° 37′ 50″ N, 0° 36′ 32″ E / 43.630686°N,0.608797°E | PA00094703 | Carregueu una nova foto d'aquest monument                                                                             |
| Recinte de la vila                                                      | Cat.  | Baix Imperi; Alta Edat Mitjana | Auch rue des Pénitents-Bleus                                    | 43° 38′ 51″ N, 0° 35′ 13″ E / 43.647521°N,0.586977°E | PA00094708 | Recinte de la vila · Carregueu una nova foto d'aquest monument                                                        |
| Convent dels Carmelites                                                 | Inv.  | Segle XVII                     | Auch 12 place Saluste-du-Bartas                                 | 43° 38′ 46″ N, 0° 35′ 02″ E / 43.646064°N,0.583879°E | PA00094705 | Convent dels Carmelites · Vegeu més fotos d'aquest monument · Carregueu una nova foto d'aquest monument               |
| Escala monumental                                                       | Inv.  | Segle xix                      | Auch                                                            | 43° 38′ 44″ N, 0° 35′ 13″ E / 43.645556°N,0.586833°E | PA00132674 | Escala monumental · Vegeu més fotos d'aquest monument · Carregueu una nova foto d'aquest monument                     |
| Granja fortificada de Peypoc                                            | Inv.  | Segle XV                       | Auch                                                            | 43° 41′ 05″ N, 0° 37′ 00″ E / 43.684683°N,0.616592°E | PA00125585 | Carregueu una nova foto d'aquest monument                                                                             |
| Torre del Senecal o d'Armagnac                                          | Cat.  | Segle XV                       | Auch                                                            | 43° 38′ 45″ N, 0° 35′ 12″ E / 43.645972°N,0.586667°E | PA00094720 | Torre del Senecal o d'Armagnac · Vegeu més fotos d'aquest monument · Carregueu una nova foto d'aquest monument        |
| Restes del priorat de Saint-Orens                                       | Inv.  | Segle XIV                      | Auch                                                            | 43° 38′ 54″ N, 0° 35′ 19″ E / 43.648257°N,0.588702°E | PA00094719 | Restes del priorat de Saint-Orens · Vegeu més fotos d'aquest monument · Carregueu una nova foto d'aquest monument     |
| Colomar de Jourdanis                                                    | Inv.  | Segle XVIII                    | Auch                                                            | 43° 39′ 36″ N, 0° 36′ 39″ E / 43.659994°N,0.610793°E | PA00094718 | Carregueu una nova foto d'aquest monument                                                                             |
| Ajuntament                                                              | Inv.  | Segle XVIII                    | Auch 1 place de la Libération                                   | 43° 38′ 49″ N, 0° 34′ 59″ E / 43.646833°N,0.583194°E | PA00094710 | Ajuntament · Vegeu més fotos d'aquest monument · Carregueu una nova foto d'aquest monument                            |
| Llotja dels Grans                                                       | Inv.  | Segle XVIII                    | Auch                                                            | 43° 38′ 53″ N, 0° 35′ 06″ E / 43.648047°N,0.584882°E | PA00094709 | Carregueu una nova foto d'aquest monument                                                                             |
| Antic convent dels Cordeliers                                           | Inv.  | Segle XIV                      | Auch                                                            | 43° 38′ 51″ N, 0° 35′ 03″ E / 43.6475°N,0.584081°E   | PA00094706 | Antic convent dels Cordeliers · Vegeu més fotos d'aquest monument · Carregueu una nova foto d'aquest monument         |
| Castell de Saint-Cricq                                                  | Inv.  | Segle XV                       | Auch                                                            | 43° 39′ 46″ N, 0° 37′ 54″ E / 43.662656°N,0.631725°E | PA00094704 | Carregueu una nova foto d'aquest monument                                                                             |
| Catedral Santa Maria                                                    | Cat.  | Segle XV                       | Auch place de la République; place Salinis; rue Arnaud-de-Moles | 43° 38′ 47″ N, 0° 35′ 08″ E / 43.646278°N,0.585417°E | PA00094702 | Catedral Santa Maria · Vegeu més fotos d'aquest monument · Carregueu una nova foto d'aquest monument                  |
| Antic arquebisbat                                                       | Inv.  | Segle XVIII                    | Auch rue Arnaud-de-Moles                                        | 43° 38′ 47″ N, 0° 35′ 12″ E / 43.646472°N,0.586528°E | PA00094700 | Antic arquebisbat · Carregueu una nova foto d'aquest monument                                                         |
| Allées d'Etigny                                                         | Inv.  | Segle XVIII                    | Auch                                                            | 43° 38′ 50″ N, 0° 35′ 00″ E / 43.647361°N,0.583333°E | PA00094699 | Allées d'Etigny · Vegeu més fotos d'aquest monument · Carregueu una nova foto d'aquest monument                       |
| Porta de vila, pont i fossat                                            | Inv.  | Segle XV                       | Barran                                                          | 43° 37′ 09″ N, 0° 26′ 39″ E / 43.619029°N,0.444254°E | PA00094727 | Porta de vila, pont i fossat · Carregueu una nova foto d'aquest monument                                              |
| Colomar de Bonnefont                                                    | Inv.  | Segle XVII                     | Barran                                                          | 43° 37′ 14″ N, 0° 29′ 19″ E / 43.620574°N,0.488623°E | PA00094726 | Colomar de Bonnefont · Carregueu una nova foto d'aquest monument                                                      |
| Església de la Castagnère                                               | Inv.  | Segle XII                      | Barran la Castagnère                                            | 43° 36′ 34″ N, 0° 29′ 22″ E / 43.609556°N,0.489436°E | PA00094725 | Església de la Castagnère · Vegeu més fotos d'aquest monument · Carregueu una nova foto d'aquest monument             |
| Església                                                                | Cat.  | Segle XIV                      | Barran                                                          | 43° 37′ 03″ N, 0° 26′ 32″ E / 43.617584°N,0.442151°E | PA00094724 | Església · Vegeu més fotos d'aquest monument · Carregueu una nova foto d'aquest monument                              |
| Castell de Mazères                                                      | Inv.  | Segles XV-XVI                  | Barran                                                          | 43° 38′ 51″ N, 0° 24′ 30″ E / 43.647438°N,0.408227°E | PA00094723 | Castell de Mazères · Vegeu més fotos d'aquest monument · Carregueu una nova foto d'aquest monument                    |
| Castell                                                                 | Inv.  | Segle XVI                      | Basian                                                          | 43° 40′ 10″ N, 0° 19′ 18″ E / 43.669497°N,0.321591°E | PA32000022 | Castell · Vegeu més fotos d'aquest monument · Carregueu una nova foto d'aquest monument                               |
| Torre fortificada                                                       | Inv.  | Segle XV                       | Basian                                                          | 43° 40′ 09″ N, 0° 19′ 22″ E / 43.669075°N,0.322702°E | PA00094732 | Torre fortificada · Carregueu una nova foto d'aquest monument                                                         |
| Porta fortificada de Saint-Yors                                         | Inv.  | Edat mitjana                   | Basian Saint-Yors                                               | 43° 39′ 29″ N, 0° 18′ 43″ E / 43.657978°N,0.311984°E | PA00094731 | Porta fortificada de Saint-Yors · Carregueu una nova foto d'aquest monument                                           |
| Torre gal·loromana                                                      | Cat.  | Gal·loromà                     | Biran Capon (le)                                                | 43° 41′ 09″ N, 0° 23′ 50″ E / 43.685719°N,0.397257°E | PA00094747 | Torre gal·loromana · Vegeu més fotos d'aquest monument · Carregueu una nova foto d'aquest monument                    |
| Porta Vella                                                             | Inv.  | Segle XIV                      | Biran                                                           | 43° 41′ 47″ N, 0° 25′ 10″ E / 43.696446°N,0.419323°E | PA00094746 | Porta Vella · Carregueu una nova foto d'aquest monument                                                               |
| Església de Ramensan                                                    | Inv.  | Segles XII-XIX                 | Biran                                                           | 43° 42′ 48″ N, 0° 23′ 15″ E / 43.713423°N,0.387493°E | PA00094745 | Església de Ramensan · Vegeu més fotos d'aquest monument · Carregueu una nova foto d'aquest monument                  |
| Fita amb crismó esculpit                                                | Inv.  |                                | Biran                                                           | 43° 41′ 47″ N, 0° 25′ 09″ E / 43.696403°N,0.419101°E | PA00094744 | Fita amb crismó esculpit · Vegeu més fotos d'aquest monument · Carregueu una nova foto d'aquest monument              |
| Convent                                                                 | Inv.  | Segles XII-XIV                 | Bonlau                                                          | 43° 32′ 28″ N, 0° 46′ 31″ E / 43.54111°N,0.77528°E   | PA00094749 | Convent · Vegeu més fotos d'aquest monument · Carregueu una nova foto d'aquest monument                               |
| Església                                                                | Inv.  | Segle XVIII                    | Beserilh                                                        | 43° 32′ 41″ N, 0° 52′ 44″ E / 43.544794°N,0.878751°E | PA00094743 | Església · Vegeu més fotos d'aquest monument · Carregueu una nova foto d'aquest monument                              |
| Château                                                                 | Inv.  | Segle XVIII                    | Beserilh                                                        | 43° 32′ 40″ N, 0° 52′ 49″ E / 43.544516°N,0.880172°E | PA00094742 | Château · Vegeu més fotos d'aquest monument · Carregueu una nova foto d'aquest monument                               |
| Església de Tabaux                                                      | Inv.  | Segles XII-XVII                | Calhavet                                                        | 43° 42′ 54″ N, 0° 20′ 51″ E / 43.714901°N,0.347593°E | PA00094754 | Església de Tabaux · Vegeu més fotos d'aquest monument · Carregueu una nova foto d'aquest monument                    |
| Església Saint-Orens de Laas                                            | Inv.  | Segles XII-XVIII               | Calhavet Laas                                                   | 43° 42′ 04″ N, 0° 19′ 38″ E / 43.701133°N,0.327305°E | PA00094753 | Església Saint-Orens de Laas · Vegeu més fotos d'aquest monument · Carregueu una nova foto d'aquest monument          |
| Església Saint-Jean-Baptiste                                            | Inv.  | Segle XVII                     | Castilhon de Massàs                                             | 43° 43′ 10″ N, 0° 32′ 42″ E / 43.719579°N,0.545009°E | PA00094762 | Església Saint-Jean-Baptiste · Vegeu més fotos d'aquest monument · Carregueu una nova foto d'aquest monument          |
| Castell de Caumont                                                      | Inv.  | Segle XVI                      | Casaus de Savés                                                 | 43° 32′ 00″ N, 0° 58′ 00″ E / 43.5333°N,0.9667°E     | PA00094766 | Castell de Caumont · Vegeu més fotos d'aquest monument · Carregueu una nova foto d'aquest monument                    |
| Castell                                                                 | Inv.  | Segle XVIII                    | Clarmont de Savés                                               | 43° 37′ 09″ N, 1° 01′ 38″ E / 43.619056°N,1.027125°E | PA00094767 | Carregueu una nova foto d'aquest monument                                                                             |
| Presbiteri                                                              | Inv.  |                                | Colonha                                                         | 43° 43′ 20″ N, 0° 58′ 40″ E / 43.722141°N,0.977797°E | PA00094769 | Presbiteri · Carregueu una nova foto d'aquest monument                                                                |
| Llotja                                                                  | Inv.  | Segle XIII                     | Colonha                                                         | 43° 43′ 19″ N, 0° 58′ 39″ E / 43.721851°N,0.977483°E | PA00094768 | Llotja · Vegeu més fotos d'aquest monument · Carregueu una nova foto d'aquest monument                                |
| Capella Saint-Jean de Las Monges                                        | Inv.  | Segles XII-XVIII               | Escòrnabueu                                                     | 43° 38′ 25″ N, 0° 52′ 55″ E / 43.640317°N,0.881822°E | PA00094794 | Capella Saint-Jean de Las Monges · Vegeu més fotos d'aquest monument · Carregueu una nova foto d'aquest monument      |
| Església Saint-Sauveur                                                  | Inv.  | Segles XII-XIII                | Faget Abadiau                                                   | 43° 30′ 18″ N, 0° 41′ 41″ E / 43.50506°N,0.694826°E  | PA00094797 | Església Saint-Sauveur · Vegeu més fotos d'aquest monument · Carregueu una nova foto d'aquest monument                |
| Antiga abadia                                                           | Cat.  | Segle XV                       | Faget Abadiau                                                   | 43° 30′ 22″ N, 0° 41′ 40″ E / 43.506071°N,0.694577°E | PA00094796 | Antiga abadia · Vegeu més fotos d'aquest monument · Carregueu una nova foto d'aquest monument                         |
| Casa                                                                    | Inv.  | Segle XIV                      | Gimont cantonada de la R.D. 124 i coin Paute                    | 43° 37′ 39″ N, 0° 52′ 27″ E / 43.627471°N,0.874218°E | PA00094807 | Casa · Vegeu més fotos d'aquest monument · Carregueu una nova foto d'aquest monument                                  |
| Casa                                                                    | Inv.  | Segle XIV                      | Gimont rue Nationale; rue de l'Arceau                           | 43° 37′ 38″ N, 0° 52′ 30″ E / 43.627314°N,0.874875°E | PA00094806 | Casa · Vegeu més fotos d'aquest monument · Carregueu una nova foto d'aquest monument                                  |
| Castell de Fontenilles                                                  | Inv.  | Segle XVIII                    | Gimont                                                          | 43° 37′ 08″ N, 0° 51′ 21″ E / 43.618784°N,0.855968°E | PA32000009 | Carregueu una nova foto d'aquest monument                                                                             |
| Llotja                                                                  | Inv.  | Segles XIII-XVIII              | Gimont                                                          | 43° 37′ 37″ N, 0° 52′ 30″ E / 43.627075°N,0.875124°E | PA00094805 | Llotja · Vegeu més fotos d'aquest monument · Carregueu una nova foto d'aquest monument                                |
| Església                                                                | Inv.  | Segles XIV-XV                  | Gimont                                                          | 43° 37′ 36″ N, 0° 52′ 35″ E / 43.626578°N,0.876326°E | PA00094804 | Església · Vegeu més fotos d'aquest monument · Carregueu una nova foto d'aquest monument                              |
| Maison Claude Augé                                                      | Cat.  | Segle XX                       | Illa Jordà rue du 14-Juillet                                    | 43° 36′ 48″ N, 1° 04′ 52″ E / 43.613257°N,1.081078°E | PA00094961 | Maison Claude Augé · Carregueu una nova foto d'aquest monument                                                        |
| Llotja                                                                  | Inv.  | Segle xix                      | Illa Jordà Musée européen d'art campanaire                      | 43° 36′ 44″ N, 1° 04′ 55″ E / 43.61222°N,1.08194°E   | PA00094811 | Llotja · Carregueu una nova foto d'aquest monument                                                                    |
| Col·legiata Saint-Martin                                                | Cat.  | Segles XVIII-XIX               | Illa Jordà                                                      | 43° 36′ 45″ N, 1° 04′ 51″ E / 43.612413°N,1.080962°E | PA00094810 | Col·legiata Saint-Martin · Vegeu més fotos d'aquest monument · Carregueu una nova foto d'aquest monument              |
| Colomar-porxo de Puntis                                                 | Inv.  | Segle XVII                     | Jigun                                                           | 43° 44′ 51″ N, 0° 28′ 51″ E / 43.747587°N,0.480805°E | PA00094814 | Carregueu una nova foto d'aquest monument                                                                             |
| Capella Saint-Michel de Tremblade                                       | Inv.  | Segle XVII                     | Jigun                                                           | 43° 45′ 32″ N, 0° 26′ 20″ E / 43.759011°N,0.438766°E | PA00094813 | Capella Saint-Michel de Tremblade · Vegeu més fotos d'aquest monument · Carregueu una nova foto d'aquest monument     |
| Església                                                                | Inv.  | Segle XIII                     | La Hita                                                         | 43° 39′ 36″ N, 0° 40′ 47″ E / 43.660075°N,0.679766°E | PA00094820 | Església · Vegeu més fotos d'aquest monument · Carregueu una nova foto d'aquest monument                              |
| Església Saint-Michel                                                   | Inv.  | Segles XIV-XIX                 | La Maguèra                                                      | 43° 29′ 34″ N, 0° 40′ 12″ E / 43.492767°N,0.670118°E | PA00094821 | Església Saint-Michel · Vegeu més fotos d'aquest monument · Carregueu una nova foto d'aquest monument                 |
| Colomar de Mazères                                                      | Inv.  | Segle XVII                     | L'Artiga Mazères                                                | 43° 33′ 04″ N, 0° 42′ 24″ E / 43.551025°N,0.706698°E | PA00094833 | Carregueu una nova foto d'aquest monument                                                                             |
| Església de Mazères-Campeils                                            | Inv.  | Segle XVI                      | L'Artiga                                                        | 43° 33′ 05″ N, 0° 42′ 27″ E / 43.551252°N,0.707628°E | PA00094832 | Carregueu una nova foto d'aquest monument                                                                             |
| Església                                                                | Cat.  |                                | Lavardens                                                       | 43° 45′ 39″ N, 0° 30′ 43″ E / 43.760812°N,0.512039°E | PA00094837 | Església · Vegeu més fotos d'aquest monument · Carregueu una nova foto d'aquest monument                              |
| Conjunt d'edificacions del castell                                      | Cat.  | Segle XIII                     | Lavardens                                                       | 43° 45′ 39″ N, 0° 30′ 39″ E / 43.760942°N,0.510781°E | PA00094836 | Conjunt d'edificacions del castell · Vegeu més fotos d'aquest monument · Carregueu una nova foto d'aquest monument    |
| Antic convent dels Capucins                                             | Inv.  | Segle XVII                     | Lombèrs                                                         | 43° 28′ 32″ N, 0° 54′ 32″ E / 43.47542°N,0.908909°E  | PA00094845 | Carregueu una nova foto d'aquest monument                                                                             |
| Antiga catedral                                                         | Cat.  | Segles XIV-XV                  | Lombèrs                                                         | 43° 28′ 28″ N, 0° 54′ 38″ E / 43.47444°N,0.91056°E   | PA00094844 | Antiga catedral · Vegeu més fotos d'aquest monument · Carregueu una nova foto d'aquest monument                       |
| Colomar de Paillan                                                      | Inv.  | Segle xix                      | Luçan                                                           | 43° 37′ 17″ N, 0° 45′ 53″ E / 43.621367°N,0.764832°E | PA00094850 | Carregueu una nova foto d'aquest monument                                                                             |
| Església de Paillan                                                     | Inv.  | Segle XVIII                    | Luçan                                                           | 43° 37′ 04″ N, 0° 46′ 00″ E / 43.617874°N,0.766567°E | PA00094849 | Església de Paillan · Carregueu una nova foto d'aquest monument                                                       |
| Castell                                                                 | Cat.  | Segle XVIII                    | Marçan                                                          | 43° 39′ 20″ N, 0° 43′ 16″ E / 43.655682°N,0.721101°E | PA00094858 | Carregueu una nova foto d'aquest monument                                                                             |
| Castell                                                                 | Cat.  | Segle xix                      | Montbrun Moulin Ardut                                           | 43° 39′ 50″ N, 1° 01′ 19″ E / 43.663863°N,1.021884°E | PA00094866 | Castell · Vegeu més fotos d'aquest monument · Carregueu una nova foto d'aquest monument                               |
| Església Saint-Michel                                                   | Cat.  | Segles XII-XIII                | Montaut-les-Créneaux                                            | 43° 41′ 39″ N, 0° 39′ 31″ E / 43.694132°N,0.658493°E | PA00094960 | Església Saint-Michel · Vegeu més fotos d'aquest monument · Carregueu una nova foto d'aquest monument                 |
| Porta del recinte                                                       | Inv.  | Segles XIII-XIV                | Montaut-les-Créneaux                                            | 43° 41′ 39″ N, 0° 39′ 26″ E / 43.69414°N,0.657324°E  | PA00094872 | Porta del recinte · Carregueu una nova foto d'aquest monument                                                         |
| Molí de vent de Gensac                                                  | Inv.  | Segle xix                      | Montpesat                                                       | 43° 24′ 00″ N, 0° 59′ 18″ E / 43.399922°N,0.988222°E | PA32000014 | Molí de vent de Gensac · Vegeu més fotos d'aquest monument · Carregueu una nova foto d'aquest monument                |
| Castell                                                                 | Inv.  | Segle XIII                     | Merens                                                          | 43° 45′ 10″ N, 0° 32′ 21″ E / 43.752861°N,0.539135°E | PA32000013 | Castell · Carregueu una nova foto d'aquest monument                                                                   |
| Font de la vila                                                         | Inv.  | Segle XVIII                    | Orbessan                                                        | 43° 32′ 37″ N, 0° 36′ 34″ E / 43.543548°N,0.609425°E | PA00094884 | Font de la vila · Vegeu més fotos d'aquest monument · Carregueu una nova foto d'aquest monument                       |
| Castell                                                                 | Inv.  | Segles XVII-XVIII              | Orbessan                                                        | 43° 32′ 33″ N, 0° 36′ 32″ E / 43.542568°N,0.608926°E | PA00094883 | Castell · Vegeu més fotos d'aquest monument · Carregueu una nova foto d'aquest monument                               |
| Pilar gal·loromà                                                        | Cat.  | Gal·loromà                     | Ordan e la Ròca A Mengot                                        | 43° 42′ 05″ N, 0° 28′ 07″ E / 43.701292°N,0.468681°E | PA00094885 | Pilar gal·loromà · Carregueu una nova foto d'aquest monument                                                          |
| Casa o Cartoixa de Poliné                                               | Inv.  | Segle xix                      | Pavia                                                           | 43° 37′ 02″ N, 0° 34′ 49″ E / 43.617332°N,0.580167°E | PA32000023 | Carregueu una nova foto d'aquest monument                                                                             |
| Maison de Peyloubère                                                    | Inv.  | Segle XX                       | Pavia                                                           | 43° 36′ 21″ N, 0° 36′ 29″ E / 43.605862°N,0.607949°E | PA32000004 | Carregueu una nova foto d'aquest monument                                                                             |
| Vell pont sobre el Gers                                                 | Cat.  | Segle XIII                     | Pavia                                                           | 43° 36′ 39″ N, 0° 35′ 41″ E / 43.61097°N,0.594656°E  | PA00094887 | Vell pont sobre el Gers · Vegeu més fotos d'aquest monument · Carregueu una nova foto d'aquest monument               |
| Porta fortificada                                                       | Inv.  | Segle XIII                     | Pessan                                                          | 43° 37′ 15″ N, 0° 38′ 52″ E / 43.620963°N,0.647853°E | PA00094890 | Porta fortificada · Carregueu una nova foto d'aquest monument                                                         |
| Església Saint-Michel                                                   | Cat.  | Segles XII-XIV                 | Pessan                                                          | 43° 37′ 15″ N, 0° 38′ 57″ E / 43.620947°N,0.649272°E | PA00094889 | Església Saint-Michel · Vegeu més fotos d'aquest monument · Carregueu una nova foto d'aquest monument                 |
| Església                                                                | Inv.  | Segle XII                      | Peirussa de Massàs                                              | 43° 44′ 17″ N, 0° 33′ 11″ E / 43.738046°N,0.552994°E | PA00094892 | Església · Vegeu més fotos d'aquest monument · Carregueu una nova foto d'aquest monument                              |
| Llotja                                                                  | Inv.  | Segle XVI                      | Poicasquèr                                                      | 43° 44′ 47″ N, 0° 44′ 51″ E / 43.746278°N,0.747424°E | PA00094897 | Llotja · Vegeu més fotos d'aquest monument · Carregueu una nova foto d'aquest monument                                |
| Església                                                                | Inv.  | Segle XIV                      | Poicasquèr                                                      | 43° 44′ 46″ N, 0° 44′ 52″ E / 43.746185°N,0.747741°E | PA00094896 | Església · Vegeu més fotos d'aquest monument · Carregueu una nova foto d'aquest monument                              |
| Església Saint-Hippolyte                                                | Inv.  | Segles XVI-XVIII               | Pebeas                                                          | 43° 27′ 36″ N, 1° 01′ 35″ E / 43.459889°N,1.026304°E | PA00094888 | Carregueu una nova foto d'aquest monument                                                                             |
| Pilar gal·loromà La Montjoie                                            | Inv.  | Gal·loromà                     | Ròcabruna                                                       | 43° 42′ 03″ N, 0° 16′ 53″ E / 43.700766°N,0.281487°E | PA00094903 | Pilar gal·loromà La Montjoie · Carregueu una nova foto d'aquest monument                                              |
| Castell de Pujos                                                        | Inv.  | Segle XVI                      | Ròcabruna                                                       | 43° 42′ 46″ N, 0° 18′ 14″ E / 43.712898°N,0.304023°E | PA00094902 | Castell de Pujos · Carregueu una nova foto d'aquest monument                                                          |
| Església                                                                | Inv.  | Segle XVI                      | Ròcalaura                                                       | 43° 43′ 11″ N, 0° 34′ 44″ E / 43.719815°N,0.578955°E | PA00094905 | Església · Vegeu més fotos d'aquest monument · Carregueu una nova foto d'aquest monument                              |
| Castell del Rieutort                                                    | Inv.  | Segle XVII                     | Ròcalaura                                                       | 43° 43′ 48″ N, 0° 36′ 49″ E / 43.729945°N,0.61348°E  | PA00094904 | Castell del Rieutort · Carregueu una nova foto d'aquest monument                                                      |
| Capella del cementiri                                                   | Inv.  | Segle XV                       | Senta Aralha cementiri                                          | 43° 37′ 06″ N, 0° 21′ 18″ E / 43.618404°N,0.354931°E | PA00094909 | Capella del cementiri · Vegeu més fotos d'aquest monument · Carregueu una nova foto d'aquest monument                 |
| Castell del Bartas o Barthas                                            | Inv.  | Segle XVI                      | Sent Jòrdi                                                      | 43° 43′ 29″ N, 0° 55′ 33″ E / 43.724634°N,0.925705°E | PA00094914 | Castell del Bartas o Barthas · Vegeu més fotos d'aquest monument · Carregueu una nova foto d'aquest monument          |
| Castell de Herrebouc                                                    | Inv.  | Segles XVII-XVIII              | Sent Joan Potge                                                 | 43° 44′ 26″ N, 0° 22′ 58″ E / 43.740588°N,0.382899°E | PA00094915 | Castell de Herrebouc · Vegeu més fotos d'aquest monument · Carregueu una nova foto d'aquest monument                  |
| Torre gal·loromana                                                      | Cat.  | Gal·loromà                     | Sent Lari                                                       | 43° 43′ 12″ N, 0° 29′ 25″ E / 43.720042°N,0.490298°E | PA00094917 | Torre gal·loromana · Carregueu una nova foto d'aquest monument                                                        |
| Restes del castell                                                      | Inv.  | Segles XIII-XV                 | Sent Lari                                                       | 43° 43′ 26″ N, 0° 29′ 56″ E / 43.724018°N,0.498907°E | PA00094916 | Carregueu una nova foto d'aquest monument                                                                             |
| Font                                                                    | Inv.  | Segle xix                      | Samatan place de la Fontaine                                    | 43° 29′ 32″ N, 0° 55′ 50″ E / 43.492131°N,0.930641°E | PA00125594 | Font · Vegeu més fotos d'aquest monument · Carregueu una nova foto d'aquest monument                                  |
| Castell de Latour                                                       | Inv.  | Segle XVII                     | Samatan                                                         | 43° 29′ 35″ N, 0° 57′ 15″ E / 43.493188°N,0.954067°E | PA00094923 | Carregueu una nova foto d'aquest monument                                                                             |
| Antic fanal amb pilars                                                  | Inv.  | Segle XVIII                    | Saramon rue de la Brêche                                        | 43° 31′ 21″ N, 0° 45′ 59″ E / 43.522623°N,0.766487°E | PA00094924 | Carregueu una nova foto d'aquest monument                                                                             |
| Casa renaixentista                                                      | Inv.  | Segle XVI                      | Saramon                                                         | 43° 31′ 22″ N, 0° 45′ 50″ E / 43.522819°N,0.763799°E | PA00094926 | Casa renaixentista · Vegeu més fotos d'aquest monument · Carregueu una nova foto d'aquest monument                    |
| Casa renaixentista                                                      | Inv.  | Segle XVI                      | Saramon                                                         | 43° 31′ 22″ N, 0° 45′ 53″ E / 43.522831°N,0.764644°E | PA00094925 | Casa renaixentista · Vegeu més fotos d'aquest monument · Carregueu una nova foto d'aquest monument                    |
| Castell de Savinhac                                                     | Inv.  | Segle XVI                      | Savinhac e Lo Monar                                             | 43° 29′ 20″ N, 1° 00′ 31″ E / 43.48893°N,1.008731°E  | PA00094928 | Castell de Savinhac · Vegeu més fotos d'aquest monument · Carregueu una nova foto d'aquest monument                   |
| Domaine de la Bernisse                                                  | Inv.  | Segle xix                      | Sheishan                                                        | 43° 29′ 59″ N, 0° 35′ 39″ E / 43.499589°N,0.594034°E | PA32000027 | Domaine de la Bernisse · Vegeu més fotos d'aquest monument · Carregueu una nova foto d'aquest monument                |
| Castell du Garranée                                                     | Cat.  | Segles XIV-XV                  | Sheishan                                                        | 43° 30′ 48″ N, 0° 32′ 51″ E / 43.51346°N,0.547428°E  | PA00094930 | Castell du Garranée · Vegeu més fotos d'aquest monument · Carregueu una nova foto d'aquest monument                   |
| Antic castell                                                           | Inv.  | Segle XIII                     | Sheishan                                                        | 43° 29′ 26″ N, 0° 35′ 37″ E / 43.490644°N,0.593503°E | PA00094929 | Antic castell · Vegeu més fotos d'aquest monument · Carregueu una nova foto d'aquest monument                         |
| Església                                                                | Inv.  | Segles XV-XIX                  | Seishas de Savés                                                | 43° 30′ 23″ N, 1° 02′ 28″ E / 43.506515°N,1.041067°E | PA00094931 | Església · Vegeu més fotos d'aquest monument · Carregueu una nova foto d'aquest monument                              |
| Església Saint-Valentin                                                 | Inv.  | Segle XVIII                    | Cimòrra Baillasbats                                             | 43° 28′ 46″ N, 0° 43′ 36″ E / 43.479503°N,0.726651°E | PA00094933 | Carregueu una nova foto d'aquest monument                                                                             |
| Església Saint-Cérase                                                   | Cat.  | Segle XIV                      | Cimòrra                                                         | 43° 27′ 02″ N, 0° 44′ 08″ E / 43.450454°N,0.735617°E | PA00094932 | Església Saint-Cérase · Vegeu més fotos d'aquest monument · Carregueu una nova foto d'aquest monument                 |
| Castell de Pimbat-Cruzalet                                              | Inv.  | Segle XVI                      | Vic en Fesensac                                                 | 43° 44′ 46″ N, 0° 20′ 49″ E / 43.746185°N,0.346847°E | PA00094956 | Carregueu una nova foto d'aquest monument                                                                             |
| Antiga granja del Priou                                                 | Inv.  | Segle XX                       | Vilafranca Meilhan                                              | 43° 24′ 59″ N, 0° 41′ 59″ E / 43.416505°N,0.69966°E  | PA00135459 | Carregueu una nova foto d'aquest monument                                                                             |